# Gloeohypochnicium
Gloeohypochnicium (Syn.: Hypochnicium subgen. Gloeohypochnicium) ist eine Pilzgattung innerhalb der Ordnung der Täublingsartigen (Russulales). Es ist eine von zahlreichen Gattungen, die von Hypochnicium s. l. abgetrennt wurden. Anders als dessen übrige Satellitengattungen gehört Gloeohypochnicium nicht zu den Polyporales, sondern zur russuloiden Abstammungsgemeinschaft. Die saprobiontischen Weißfäulepilze bilden blasse, glatte und wachsartige Fruchtkörper, die das Substrat schichtartig überziehen und einen fruchtartigen Geruch haben. Sie haben ziemlich große, schwach warzig ornamentierte, aber inamyloide und dickwandige Basidiosporen und sulfoaldehydpositive Gloeozystiden. Die Typusart der Gattung ist Gloeohypochnicium analogum  (Bourdot & Galzin) Hjortstam.

## Merkmale
Die resupinaten, einjährigen Fruchtkörper sind fest am Substrat angewachsen. Sie werden bis 0,5 mm dick und können oft große Flächen bedecken. Der Rand ist meist mehr oder weniger ausgefranst und das Hymenium glatt bis höckerig und creme- bis blass ocker gefärbt. Der wachsartig weiche Kontext kann manchmal eine halbtransparente Flüssigkeit ausscheiden, wenn er angeschnitten wird. Der Pilz hat einen sehr starken und mehr oder weniger penetrant fruchtartigen Geruch. Allerdings gibt es auch geruchlose Exemplare.
Das Hyphensystem ist monomitisch. Die Hyphen sind dünn- bis dickwandig und ziemlich dicht verwoben. Sie sind hyalin, deutlich abgegrenzt und tragen an ihren Septen Schnallen. Das Hymenium ist ein Euhymenium und besteht aus schmal keulig bis zylindrischen und mehr oder weniger gewundenen Basidien, die oft ein wenig eingeschnürt sind. Sie werden 50–75 µm lang und tragen vier gekrümmte Sterigmen und eine basale Schnalle. Neben den Basidien findet man zylindrische bis keulige oder spindelförmige, 80–200 µm lange, dünnwandige Gloeozystiden, die sulfoaldehydpositiv sind. Die dickwandigen und breit ellipsoiden bis fast kugeligen und cyanophilen aber inamyloiden Basidiosporen haben ein Sporenornament aus niedrigen, undeutlichen und kreisförmigen Warzen. Sie werden 7–10 µm lang und 5–8 µm breit. Das Sporenpulver ist weißlich.

## Ökologie und Verbreitung
Die beiden Arten der Gattung sind Weißfäulepilze, die saprobiotisch auf Laubholz vorkommen. Gloeohypochnicium versatum ist eine rein nordamerikanische Art, während Gloeohypochnicium analogum in Nordamerika und Europa vorkommt. Er wurde in mehreren europäischen Ländern, einschließlich Russland nachgewiesen, ist aber überall sehr zerstreut bis sehr selten.

## Systematik
Gloeohypochnicium ist eine Satellitengattung des Hypochnicium-Komplexes. Bei den Vertretern der Gattung Hypochnicium s. l. handelt es sich um corticioide, holzzersetzende Weißfäulepilze. Die Gattung ist gekennzeichnet durch ihre dickwandigen, glatten oder ornamentierten und cyanophilen Sporen und ihre resupinaten und am Substrat anhaftenden Fruchtkörper. Die Pilze haben ein monomitisches Hyphensystem und knotig septierte Hyphen. 1968 unterteilte E. Parmasto die Gattung Hypochnicium und stellte dabei Hypochnicium analogum in die Untergattung Gloeohypochnicium, die Hjortstam 1987 mit H. analogum als einziger Art zur Gattung Gloeohypochnicium erhob. Gloeohypochnicium unterscheidet sich von Hypochnicium durch seine sulfoaldehydpositiven Gloeozystiden und die schwach ornamentierten Sporen. Aufgrund seiner morphologischen Ähnlichkeit stellten T. Telleria und ihre Mitautoren Hypochnicium versatum ebenfalls in die Gattung Gloeohypochnicium. Auch er besitzt Sulfozystiden und ornamentierte, dickwandige Sporen. Einen molekularbiologischen Nachweis für die Verwandtschaft mit Gloeohypochnicium analogum gibt es aber nicht.
Phylogenetische Untersuchungen durch E. und K.-H. Larsson 2003 zeigten, dass Gloeohypochnicium analogum zur russuloiden Abstammungsgemeinschaft gehört und nicht zu den Polyporales, wie die übrigen Vertreter aus dem Hypochnicium-Komplex. Die genaue Stellung der Gattung Gloeohypochnicium innerhalb der Ordnung der Täublingsartigen ist weiterhin unklar. E und K.-H. Larsson fanden, dass Gloeohypochnicium analogum in Parsimony-Stammbäumen oft an der Basis des Russulales-Stammbaumes stand, während er in den Neighbor-Joining-Stammbäumen im Eurussuloid-Klade neben den Amylostereaceae stand, daher wird die Gattung derzeit (Stand 2014) keiner Familie zugeordnet.